# Desa Rejosari (administrativ by i Indonesien, Jawa Timur, lat -8,23, long 114,34)
Desa Rejosari är en administrativ by i Indonesien.   Den ligger i provinsen Jawa Timur, i den sydvästra delen av landet, 900 km öster om huvudstaden Jakarta.